# Mo i Rana Station
Mo i Rana Station (Mo i Rana stasjon) er en jernbanestation på Nordlandsbanen, der ligger ved byen Mo i Rana i Rana kommune i Norge. Selve stationen består af tre spor med to perroner og en ottekantet stationsbygning i mursten med ventesal og toilet. Ved stationsbygningen er der opsat en buste af Ole Tobias Olsen (1830-1924), der planlagde Nordlandsbanen. Busten er udført af billedhuggeren Trygve Thorsen og blev afsløret 18. august 1960. I den nordlige ende af stationen ligger der en remise med drejeskive og en containerterminal.
Stationen åbnede 20. marts 1942, da banen blev forlænget dertil fra Bjerka. Egentlig skulle banen have været åbnet via Bjerka til Finneidfjord 20. februar 1942 og videre til Mo i Rana 15. marts 1942, men det måtte udsættes på grund af et skred. Stationen fungerede som endestation indtil 15. maj 1942, hvor banen blev forlænget til Gullsmedvik og forbundet med den eksisterende Dunderlandsbanen til Storforshei.
Den første stationsbygning blev opført i 1942 efter tegninger af Eivind Gleditsch og Gudmund Hoel. Den toetages bygning blev opført i pudset tegl og rummede oprindeligt ekspedition, restaurant, tjenestebolig og overnatningslokaler. Restauranten og tjenesteboligen bortfaldt ved en ombygning i 1968. Bygningen blev revet ned i 1990 og erstattet af den nuværende stationsbygning, der blev opført efter tegninger af Rolf Dalen. Pakhuset blev opført i pudset tegl i 1942 efter tegninger af Bjarne Friis Baastad. Den firesporede remise blev opført i pudset tegl i 1942 efter tegninger af Gudmund Hoel. I 1956 opførtes en velfærdsbygning med værksted, spiserum og kontorer i letbeton efter tegninger af Arnold Aalberg.
Lidt syd for stationen ved 496,37 var der fra 1955 til 1997 et sidespor til Norsk Jernverk. Sidesporet var 3,5 km langt, heraf 2,1 km gennem Mofjellet tunnel. Sidesporet blev drevet af NJ selv, indtil NSB overtog driften 31. oktober 1988. Containerterminalen nord for stationen åbnede 16. januar 1995.